# Adesmia gebleri
Adesmia gebleri es una especie de escarabajo del género Adesmia, familia Tenebrionidae, orden Coleoptera. Fue descrita científicamente por Gebler en 1844.

## Descripción
Mide aproximadamente 127 milímetros de longitud.

## Distribución
Se distribuye por Asia.